# Ramón Santana (municipio)
Ramón Santana es un municipio de la República Dominicana, que está situado en la provincia de San Pedro de Macorís.

## Localización
El municipio está ubicado a unos 17 kilómetros al nordeste de la ciudad de San Pedro de Macorís. 

## Límites
Municipios limítrofes:
|                                        | Norte: El Seibo |                                |
| Oeste: Consuelo y San Pedro de Macorís |                 | Este: Guaymate y Villa Hermosa |
|                                        | Sur: Mar Caribe |                                |

## Demografía
Según  el  último  censo  realizado  para  el  año  2010,  el  municipio  tenía 8,901 habitantes.

## Distritos municipales
Está formado por el distrito municipal de:
| Nombre        | Código   |
| ------------- | -------- |
| Ramón Santana | 09230301 |

## Historia
En 1888, con el nombre de Guasa, fue elevado a Puesto Cantonal (un "puesto militar"), algo semejante a un Distrito Municipal. 
El nombre actual se le asignó en honor a la figura de Ramón Santana, hermano gemelo del general Pedro Santana, quien fue el primer presidente constitucional de la República Dominicana. La comunidad de Guasa hoy municipio de Ramón Santana, pertenecía a la provincia de El Seibo, y no fue, sino hasta 1938 que pasó a ser de la provincia de San Pedro de Macorís.

## Hidrografía
Cuenta con los ríos: 
- Soco: cubre el tramo del río entre el Municipio de Ramón Santana y su desembocadura en el Mar Caribe con una franja de 250 metros a partir de cada uno de sus márgenes, encerrando una superficie de aproximadamente 8.5 km².[5]
- Cumayasa: Este río nace en la terraza costera, en la provincia de La Romana, por lo que drena la porosa caliza arrecifal. Este río hace un recorrido de 36 km, para luego desembocar en la boca de Cumayasa en Ramón Santana. Su caudal medio es de aproximadamente 1.2 m3/s, aunque en el periodo de estiaje disminuye casi a cero. La superficie de la cuenca es de 210 km².[6]

## Economía
Tradicionalmente,  hay  diferentes  fuentes  de  empleo.  Las  personas  que  componen  este  municipio  están dedicadas  a  la  pesca  y  al  turismo,  mayormente. La  población de  Magarín está  dedicada  a  la  caña  de  azúcar del  Central  Romana,  la  sección de  los  Lerenes  se  dedica  a  la  ganadería  y  en  parte  a  la  caña  de  azúcar  y  la sección de El Jaguar se dedica a la pesca y al turismo.

### Industria
Cuenta con la planta agroindustrial Los Ángeles, una procesadora de derivados de lácteos del queso “Patrón de Oro” y el “yogurt Elite”. La planta derivada de lácteos tiene capacidad para producir 550,000 litros de leche al mes; la de producto lácteos, 114,300 libras de queso al mes, y 2,333 litros de yogur todos los días.

### Turismo
Dispone de un gran atractivo turístico, el cual se basa esencialmente en el balneario del río Guasa que es muy popular por sus bellas y agradables aguas y las diversas terrazas donde la gente suele ir a tomar, bailar y pasar un buen rato. Además, cuenta con atractivos turísticos llenos de encanto y  cultura únicos de la región. Los más destacados son: Hotel Playa Nueva Romana, la Cueva de las Maravillas, la Cueva de los Murciélagos, Campo Azul, refugio de vida silvestre Río Soco, parque Duarte, Río Arroyo Guasa, entre otros.

### Recursos Naturales y Culturales
Entre sus recursos naturales se encuentra: 
- La  Cueva  de  Las  Maravillas: Esta magnífica  cueva  se  encuentra  a una profundidad de 25 metros bajo tierra. Dentro de la cueva se puede  apreciar  alrededor  de  500  pinturas  en  las  paredes  y grabados  donde  predominan  el  color  negro  y  el  rojo,  hechas  por los  taínos, antiguos  habitantes de la  isla  ya extinguidos. A este tipo de pintura se le llama arte rupestre.
- El Río Cumayasa: declarado en el año 2004 área protegida debido a la vitalidad y variedad de su fauna y al hecho que representa la más grande concentración de manglares en la zona, jugando un papel esencial en la reproducción de muchas especies marinas.

## Educación
La educación inicio en 1652 de una manera sistemática por la Sra. Ramona Peleti. Actualmente cuenta con una escuela básica en la zona urbana fundada en 1839 llamada Federico Bermúdez, la cual cuenta con  un promedio de 600 estudiantes; un liceo con el mismo nombre y un aproximado de 400 estudiantes que fue fundado en 1978, tanto la escuela como el liceo cuentan con un laboratorio de informática. 
Cuenta con 26 escuelas rurales básicas, una ubicada en el Soco y la otra en el batey Campiña. 
El municipio también cuenta con: Un centro de capacitación tecnológica en informática del INDOTEL, biblioteca virtual (INDOTEL), sala de Internet (INDOTEL), cursos técnicos impartidos por el INFOTEP, y un centro de capacitación técnica.

## Salud
Cuenta con un hospital llamado Sub-Centro de Salud Dr. Alejo Martínez.
La zona rural cuenta con cuatro clínicas, una ubicada en el batey Margarita, una en el batey Jaguar, una en el Soco y una en el batey río de Cumayasa.

## Festividades
- Sus fiestas patronales inician en las primeras semanas de diciembre y se han hecho famosas por sus fiestas de palo donde se baila toda la noche al ritmo del tambor.
- Otra de las actividades que llama mucho la atención, son los rodeos a caballo que se realizan cada año y que atraen personas de diversas partes del país.[7]